# NSU P6/P10
Les NSU P6 & P10 sont des modèles automobiles construits en Uruguay par la société Nordex S.A. à la demande de l'importateur NSU, la société Quintanar, et portant le nom de la marque allemande NSU. 

## Histoire
La société Quintanar était l'importateur et distributeur officiel NSU en Uruguay. Depuis 1963, il importait en CKD la NSU Prinz 4 qu'il faisait assembler localement par Nordex S.A. et commercialisait sous la référence NSU P4. 
En 1968, considérant que le gabarit de la Prinz 4 était trop exigu, les dirigeants de Quintanar conçoivent, avec Nordex et le designer Carlos Sotomayor, un petit break reposant sur un châssis conçu par Nordex, des éléments de carrosserie en fibre de verre fabriqués par Darsur SA avec la mécanique de la Prinz 4. La NSU P6 était née. En 1969, la première année de commercialisation, 140 exemplaires sont vendus.
Toujours à l'écoute de la clientèle, Quintanar veut faire évoluer le modèle P6 en le dotant d'une mécanique plus puissante, un moteur 4 cylindres de 1 litre de cylindrée. Pour cela, en mai 1969, un prototype de la carrosserie de la P6 est envoyé par avion au siège de NSU, à Neckarsulm en Allemagne, pour étudier comment équiper la future P10 avec le moteur de la Prinz 1000, un moteur 4 cylindres beaucoup volumineux que le petir bicylindre de la Prinz 4.
Les ingénieurs allemands ont essayé d'installer le moteur quatre cylindres de la Prinz 1000, mais malheureusement, il était trop gros pour le compartiment moteur de la P6. Ils ne pouvaient l'adapter qu'en sacrifiant la majeure partie de l'arrière du véhicule. Étonnamment, les responsables de Quintanar furent satisfaits de cette disposition qui condamnait la majeure partie de l'espace arrière sous la ligne des fenêtres, laissant un espace très limité à l'arrière pour les bagages ; le coffre avant restant de bonne dimensions. La NSU P10 était née et validée par la direction de NSU Allemagne.
La NSU P10 a été produite à 100 exemplaires en 1970 et 1971 par l'assembleur uruguayen Nordex S.A. dans ses ateliers de San José, avec un empattement augmenté de 200 mm et en utilisant toujours les éléments de carrosserie en fibre de verre fabriqués par Darsur.
En 1971, NSU décide de se retirer du marché uruguayen ce qui met un terme à la fabrication des modèles NSU P10. Le prototype envoyé en Allemagne et ayant servi à l'adaptation du moteur 4 cylindres de 1 litre est resté à Neckarsulm et figure en bonne place dans la collection des véhicules historiques d'Audi. Il s'agit du seul exemplaire à avoir roulé sur les routes allemandes et constitue un chapitre fascinant des 150 ans de l'histoire de NSU, qu'Audi a commémoré.